# Gilloblennius
Gilloblennius es un género de pez de la familia Tripterygiidae en el orden de los Perciformes. Es un género endémico de Nueva Zelanda.

## Especies
- Gilloblennius abditus Hardy, 1986
- Gilloblennius tripennis Forster, 1801